# Bitam
Bitam – miasto w Gabonie, w regionie Woleu-Ntem. W 2010 liczyło 13 421 mieszkańców. W mieście znajduje się port lotniczy Bitam.